# Ellingsenius indicus
Espèce
Ellingsenius indicus est une espèce de pseudoscorpions de la famille des Cheliferidae.

## Distribution
Cette espèce est endémique d'Inde.

## Étymologie
Son nom d'espèce lui a été donné en référence au lieu de sa découverte, l'Inde.

## Publication originale
- Chamberlin, 1932 : A synoptic revision of the generic classification of the chelonethid family Cheliferidae Simon (Arachnida) (continued). Canadian Entomologist, vol. 64, p. 17-21 & 35-39.